# Gonça
Gonça ist eine Gemeinde im Norden Portugals.
Gonça gehört zum Kreis Guimarães im Distrikt Braga, besitzt eine Fläche von 7,0 km² und hat 954 Einwohner (Stand 19. April 2021). Die Gemeinde ist nur gering urbanisiert.